# 김태영 (1987년)
김태영(한국 한자: 金兌映, 1987년 9월 14일 ~ )은 대한민국의 축구 선수이며 포지션은 미드필더이다. 현재 대한민국 K리그2 부천 FC에서 유소년 코치로 활약하고 있다.

## 축구인 경력

### 선수 경력
2008년 어려운 가정 형편으로 예원예술대학교를 중퇴하고 싱가포르 S리그의 슈퍼 레즈에 입단하였다. 하지만 2년 만에 팀이 해체되자 귀국하여 챌린저스리그의 부천 FC에 입단하였다. 2013년 부천의 K리그 챌린지 입성과 함께 K리그 무대에 첫 발을 디뎠다. 2014년 4월 19일 열린 수원 FC와의 경기에서 K리그 데뷔골을 기록했다.
2014년을 마지막으로 은퇴, 부천 FC에서 유소년 코치를 맡고 있다.